# Vela nos Jogos Olímpicos de Verão de 1932 - 6 Metre
As provas da classe 6 Metre da vela nos Jogos Olímpicos de Verão de 1932 ocorreram entre 5 e 11 de agosto daquele ano no Porto de Los Angeles, nos Estados Unidos. O programa compunha seis regatas. Para esta classe, houve 15 velejadores, em 3 barcos, de 3 nações inscritas.

## Calendário
| ● | Competições desportivas | ● | Finais |

| Data                      | Agosto | Agosto | Agosto | Agosto | Agosto | Agosto |
| Data                      | 5 Sex  | 6 Sáb  | 7 Dom  | 8 Seg  | 9 Ter  | 10 Qua |
| ------------------------- | ------ | ------ | ------ | ------ | ------ | ------ |
| 6 Metre                   | ●      | ●      | ●      | ●      | ●      | ●      |
| Total de medalhas de ouro |        |        |        |        |        | 1      |

## Configuração do curso
Os iates visitantes foram mantidos a uma distância segura dos barcos de corrida pela Guarda Costeira dos Estados Unidos. O percurso na figura a seguir foi usado durante as regatas olímpicas de 6 Metre de 1932 em todas as regatas:

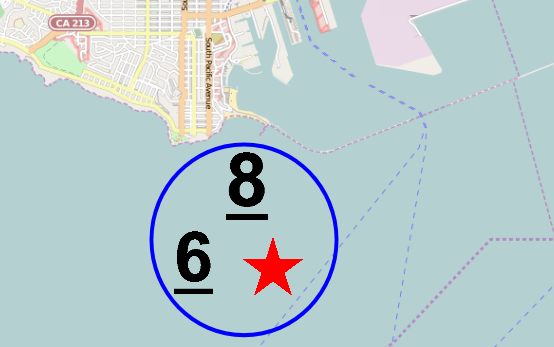
Área do curso

## Medalhistas
O grupo sueco Tore Holm, Olle Åkerlund, Åke Bergqvist e Martin Hindorff finalizou a competição em primeiro lugar, conquistando a medalha de ouro. A prata ficou com Robert Carlson, Temple Ashbrook, Frederic Conant, Emmett Davis, Donald Wills Douglas Jr. e Charles Smith, dos Estados Unidos. Por fim, a medalha de bronze foi conquistada pelos canadenses Philip Rogers, Gardner Boultbee, Ken Glass e Jerry Wilson.
|  | SWE Suécia                                            |  | USA Estados Unidos                                                                                 |  | CAN Canadá                                            |
|  | Tore Holm Olle Åkerlund Åke Bergqvist Martin Hindorff |  | Robert Carlson Temple Ashbrook Frederic Conant Emmett Davis Donald Wills Douglas Jr. Charles Smith |  | Philip Rogers Gardner Boultbee Ken Glass Jerry Wilson |

## Resultados
Estes foram os resultados da competição:
| Pos.              | Embarcação               | Tripulação                                                                                         | 1ª regata | 1ª regata | 2ª regata | 2ª regata | 3ª regata | 3ª regata | 4ª regata | 4ª regata | 5ª regata | 5ª regata | 6ª regata | 6ª regata | Total |
| Pos.              | Embarcação               | Tripulação                                                                                         | Pos.      | Pontos    | Pos.      | Pontos    | Pos.      | Pontos    | Pos.      | Pontos    | Pos.      | Pontos    | Pos.      | Pontos    | Total |
| ----------------- | ------------------------ | -------------------------------------------------------------------------------------------------- | --------- | --------- | --------- | --------- | --------- | --------- | --------- | --------- | --------- | --------- | --------- | --------- | ----- |
| Medalha de ouro   | Suécia · Bissbi          | Tore Holm Olle Åkerlund Åke Bergqvist Martin Hindorff                                              | 1         | 3         | 1         | 3         | 1         | 3         | 1         | 3         | 1         | 3         | 1         | 3         | 18    |
| Medalha de prata  | Estados Unidos · Gallant | Robert Carlson Temple Ashbrook Frederic Conant Emmett Davis Donald Wills Douglas Jr. Charles Smith | 2         | 2         | 2         | 2         | 2         | 2         | 2         | 2         | 2         | 2         | 2         | 2         | 12    |
| Medalha de bronze | Canadá · Caprice         | Philip Rogers Gardner Boultbee Ken Glass Jerry Wilson                                              | 3         | 1         | 3         | 1         | 3         | 1         | 3         | 1         | 3         | 1         | 3         | 1         | 6     |